# Arto Blomsten
Arto Tapio Blomsten, född 16 mars 1965 i Vasa, Finland, är en svensk före detta professionell ishockeyspelare. Han har därefter varit tränare för Värmdö HC och expertkommentator för C More.

## Spelarkarriär
Blomsten har Nacka SK som moderklubb, men slog igenom på elitnivå i Djurgården Hockey. Han blev draftad av Winnipeg Jets i deras 12:e val, 239:e totalt, i NHL-draften 1986. Under tre säsonger, 1993–94 till 1995–96, spelade Blomsten i Nordamerika för bland andra Winnipeg Jets och Los Angeles Kings i NHL. Han fick även pröva på spel i AHL och IHL. I NHL spelade han totalt 25 matcher och noterades för 4 assist.
Internationellt har Blomsten totalt spelat 9 J-landskamper, 25 B-landskamper och 63 A-landskamper med Tre Kronor. Han var med och vann VM 1992. Det var Blomsten som gjorde det sista målet i finalen i tom kasse, 5–2, mot Finland.

## Tränarkarriär
Numera är Blomsten verksam som tränare för division 2-laget Värmdö HC där han, tillsammans med en tränarstab, ansvarar för klubbens spelarutveckling på A- och juniorlagsnivå. Han är även expertkommentator för Canal+ från och med säsongen 2006–07.

## Klubbar
- Västerås IK 1998–99 – 1999–00
- Frölunda HC 1996/1997 - 1997–98
- Phoenix Roadrunners 1994–95 – 1995–96
- Los Angeles Kings 1994–95 – 1995–96
- Springfield Falcons 1994–95
- Winnipeg Jets 1993–94 – 1994–95
- Moncton Hawks 1993–94
- Djurgårdens IF 1983–84 – 1992–93
- Nacka SK (moderklubb)